# 데클런 도널리
데클런 도널리(영어: Declan Donnelly, OBE 1975년 9월 25일 ~ )는 잉글랜드의 텔레비전 진행자이자 배우이다. 앤서니 맥파틀린과 함께 앤트 & 덱(Ant & Dec)이라는 이름의 듀오로 활동하고 있다.

## 서훈

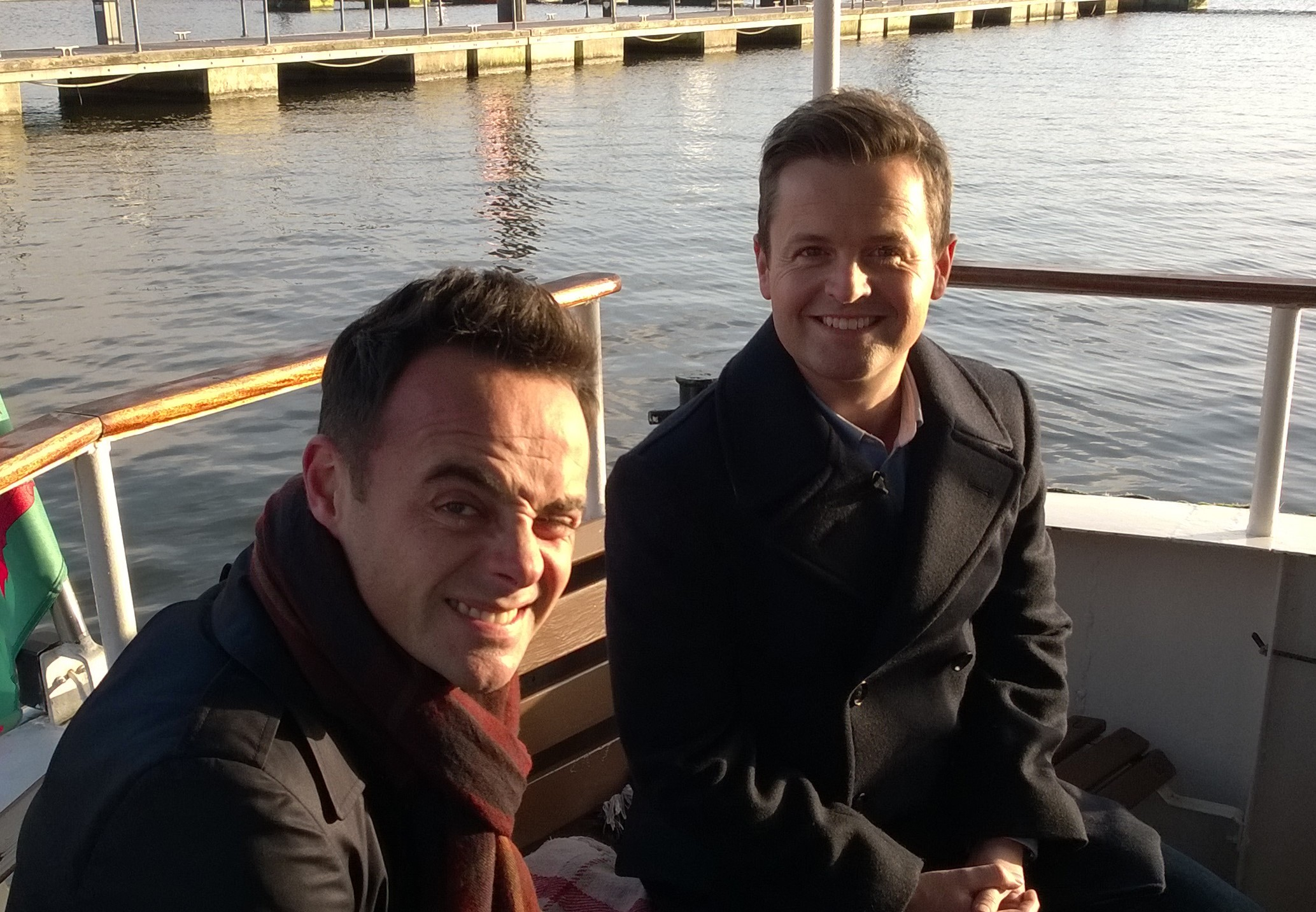
앤트 & 덱 (2014년)

- 2016년 대영 제국 훈장 4등급(OBE) 수훈[1]